# 臺南州國民道場

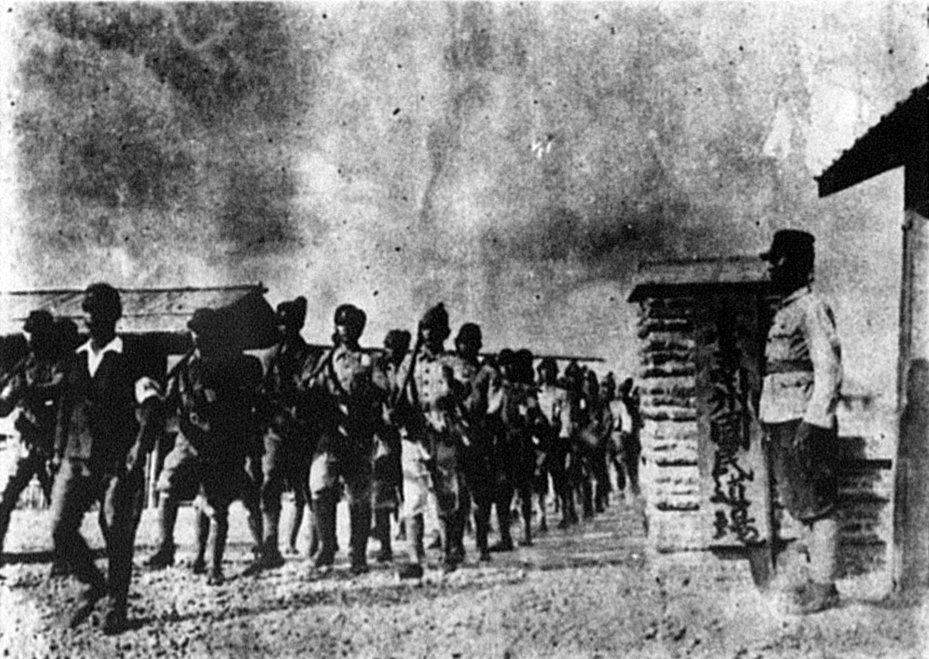
臺南州國民道場入口

臺南州國民道場的青年隊作業景象，後方可見日輪舍

22°58′24″N 120°12′24″E / 22.973285°N 120.206586°E臺南州國民道場，位於日治臺灣臺南州台南市桶盤淺，興建於1941年，為訓練台南州民體魄與皇民精神的設施，其與周遭的多項設施構成了一個大型的皇民鍊成場域。其位於現今臺南市南區臺南市立棒球場至國民路一帶。臺南州原本計畫將此區域興建為類似明治神宮外苑的綜合體育場，然而大部分設施並未完工。其中的忠靈塔，動員了台南州青年奉仕勞動興建。

## 介紹
臺南州國民道場於1942年6月開場，其設施包含浴場、禊場（淨身處）、教室、講堂、食堂、本部、日輪舍。「日輪舍」或稱「日輪兵舍」，為圓形竹製臨時道場建築，故稱為日輪。其一棟約38坪，供50人居住。原計畫興建20棟，以容納1,000人為目標。受訓者為臺南州各市、郡青年團員，每梯次300人，期間為一個月。原址位於竹溪禪寺會館附近。

## 周邊設施

臺南州國民道場位於圖中下方處

臺南州國民道場周圍共計畫設立12項設施，其中包含既有的的台南市野球場、游泳池，以及網球場、州民廣場、州民道場、忠靈塔、相撲場、武德殿、公會堂、陸上競技場、大弓場、馬場。第一期工程於1941年開始，項目為州民道場、州民廣場、相撲場和忠靈塔，後期工程則未完工。

### 忠靈塔
原本在臺南公園內有一忠魂碑，後來於1939年計畫另設台南忠靈塔於州民廣場東側，祀奉因戰爭去世的台南州民，建設工程於昭和16年（1940）開始，地址選定臺南市汐見丘（今臺南市青少年極限運動公園內），並動員州下居民、中學校學生進行勞動。當時的《臺灣日日新報》報導將忠靈塔視為最主要的設施，國民道場僅為「附設」設施。忠靈塔於1944年完工，上有末代台灣總督安藤利吉所題之「忠靈塔」。1948年將原文字抹除，改為「積健為雄」四字。

### 公會堂
由於在市區內的公會堂在當時已落成30餘年，原計畫在州民廣場建造一個能容納3,000人的全台最大的公會堂。

## 其他
- 臺南州國民道場後來成為臺南體育公園的一部分。外圍道路戰後則命名為「國民路」至今。
- 國立台灣歷史博物館修復並出版了當時由臺灣總督府製作拍攝的《國民道場》紀錄影片，其內容即為臺南州國民道場[8]。